# العباسية (أم درمان)
العباسية هو حي سوداني بولاية الخرطوم، مدينة أم درمان، وهو حي عريق وقديم من أحياء أم درمان

## الموقع
يحد هذا الحي من الشمال حي الأمراء ومن الشرق حي الهشماب وحي العرضة غرباً وجنوباً خور أبو عنجة وحي الموردة يتكون حي العباسية من جزئيين العباسية غرب والعباسية شرق يفصل بينهما الجزء الشمالي من شارع الأربعين والذي يمتد من كوبري خور أبوعنجة في الجنوب وحتى شمال العرضة.

## أصل التسمية
يقال أن حي العباسية بأم درمان أخذ اسمه من حي العباسية بمصر الذي اشتق من اسم خديوي مصر عباس
ويعتبر من الأحياء العريقة في مدينة أم درمان ويقطعه شارع الأربعين والذي يُقال أخذ اسمه من درب الأربعين بين السودان ومصر

## أهم الاسر بالعباسية
في العباسية تسكن أسر عريقة لها مكانتها في السودان وخارجه وفي مقدمتهم:
- آل الصلحي والتي أهدت العالم أبو الفنون الأستاذ إبراهيم الصلحي الرجل الغني عن التعريف والذي كان عميدا لكلية الفنون ووكيلا لوزارة الثقافة والاعلام، ثم آثر الاغتراب فعمل مستشارا للإعلام بدولة قطر وهو من أوائل السودانيين الذين وضعو لبنة السمعة الحسنة.[5] وكذلك شقيقه * أسامة الصلحي خبير المعاشات المعروف والذي كان مدير لديوان المعاشات وخبيرا بالخارج وشقيقتهم * الأستاذة سعدية الصلحي التي أجادت في جمع المقتنيات الفلكلورية السودانية وأقامت عدد من المعارض الوطنية.
- آل ياجي أستاذ الجيل الدبلوماسي الكبير الدكتور محمد ياجي الذي كان معلما للغة العربية وأبة إلا أن يؤهل نفسه بالعلم والمعرفة فالتحق بالازهر الشريف ثم غادر إلى فرنسا والتحق بالسوربون ونال منها درجة الدكتوراه وعاد ليعمل سفيرا للسودان في عدد من الدول ثم وزيرا للاوقاف وشقيقه الدكتور البيطري إبراهيم ياجي الذي شغل أعلى المراتب في وزارة الثروة الحيوانية * والمحامي سعد ياجي * والدكتور هاشم ياجي الطبيب الإنسان الذي عالج الكثيرين من أبناء هذا الوطن.
- وآل النعيم فرج الله أو صلاح فرج الله.[4]
- وآل الأمير منزول وجعفر حسين
- اسرة الفكي إبراهيم مرفعين الفقراءالذي يضم جامعه وخلوة تعليم القرأن المشهورة
- ويسكن أل الامام ومنهم رجل القانون عبد المجيد أمام الذي قاد أول موكب فجرثورة أكتوبر المجيدة وشقيقه محمد أمام أحد مديري بنك النيلين وطه أمام
- آل شبو حسن شبو حسين ومحجوب حسن شبو.

## اقسام الحي
ويضم الحي أربعة احياء رئيسية العباسية غرب تضم حي الأمراء وفريق العمايا وحي الصقور ثم حي الربيع وحي الضباط والجزء الغربي من فريق فنقر والذي يقع جنوب حي الأمراء

### فريق فنقر
وهو جزء من العباسية ويقع بينها وبين الهاشماب ويسكنه اخوة من ذوي الاصول النيجيرية التي قدمت الي السودان منذ سنوات طويلة وانصهرت في المجتمع السوداني وصارت جزء منه
ومن أشهر سكان هذا الفريق العم عباس قدح الدم الرجل الورع الذي تخرج من كلية غردون التذكارية وعمل موظفا وشارك مع أبناء جيله في بناء السودان ونهضته الأدبية والفكرية والسياسية فانشاء خلوة قدح الدم المشهورة التي اسهمت في تعليم القران وكانت من معالم هذا الحي.
- تسكن في هذا الحي الفنانة عائشة الفلاتية وشقيقتها جداوية
- وفي الركن الجنوبي الغربي من هذا الحي وجنوب خلوة قدح الدم وعلي بعد امتار من شارع الفيل وفريق الهاشماب يقع منزل رجل البر والإحسان محمد الأمين حامد وأبنائه الدكتور أحمد البدوي محمد الأمين حامد والرشيد محمد الأمين حامد والقطب الرياضي محمود محمد الأمين حامدالذين شيدوا مستشفي محمد الأمين حامد للاطفال بأم درمان

### حي الربيع
والربيع هو أحد قادة المهدية ومحاربيها الافذاذ وحسب ماذكر المؤرخ حسن زلفو في كتابه كرري ان اسم هذا الحي أطلق علي القائد الربيع احياء لذكراه حيث أنه اعدم عقابا علي بطولاته وبامر سلاطين باشا بعد موقعة كرري ودخول الإنجليز وكان يقع ضريحه من الناحية الغربية للميدان 
وميدان الربيع كان معروفا منذ أيام الإنجليز وهو ميدان للعب الكرة ثم أصبح مضمار للسباق ولفترة من الزمن أصبح مرتعا لقاطعي الطرق والحرامية والسكاري فما كان من المهندس أحمد مالك الا ان يطلب من السيد عبد الرحمن المهدي بتحويل هذا المكان الي مركزا للشباب تقام فيه الفعاليات الرياضية والثقافية والفنية وقد كان وأصبح ميدان الربيع قبلة انظار أهل امدرمان 
ويسكن هذا الحي من الرياضيين 
- نصرالدين عباس جكسا عبد المحسن عباس جكسا
- جعفر حسين رجل الأعمال المعروف وشقيقه عماد حسين
- الممثل الكبير والقدير عوض صديق
- ولاعب المريخ الكبير كلول وشقيقه فريوة ويسكن أل حبيب الله الإداري الكبير الفاضل حبيب الله ومحمد حبيب الله المحاسب الذي كان له شان عظيم في دولة الإمارات والضابط إبراهيم حبيب الله

عبد الحى حاج أحمد (الدقيل)
محمد على بخيت
صلاح موسى (بوكو)

## أهم معالم الحي
- ميدان ونادي الربيع
- جامعة الزعيم الأزهري
- مسجد قدح الدم
- مسجد مرفعين الفقراء
- ومدرسة العباسية
- فريق العباسية لكرة القدم وهو من أندية الدرجة الثانية.

## انظر ايضاً
- أم درمان
- أحياء أم درمان

## وصلات خارجية
- موقع محلية أم درمان